# 3336 Ґриґар
3336 Ґриґар (3336 Grygar) — астероїд головного поясу, відкритий 26 жовтня 1971 року чехословацьким астрономом Любошем Когоутеком. Названий на честь чеського астронома Їржі Ґриґара (Jiří Grygar).
Тіссеранів параметр щодо Юпітера — 3,552.